# Elektride
Als Elektride bezeichnet man chemische Verbindungen, in denen die negative Ladung nicht als Anion, sondern als freies Elektron vorliegt. Die erste derartige Verbindung, deren Struktur röntgenkristallographisch aufgeklärt wurde, ist das Caesium-Elektrid Cs+(18C6)2 · e− (18C6 = 18-Krone-6). Die Verbindungen sind nahe verwandt mit den Alkaliden.

## Darstellung und Eigenschaften

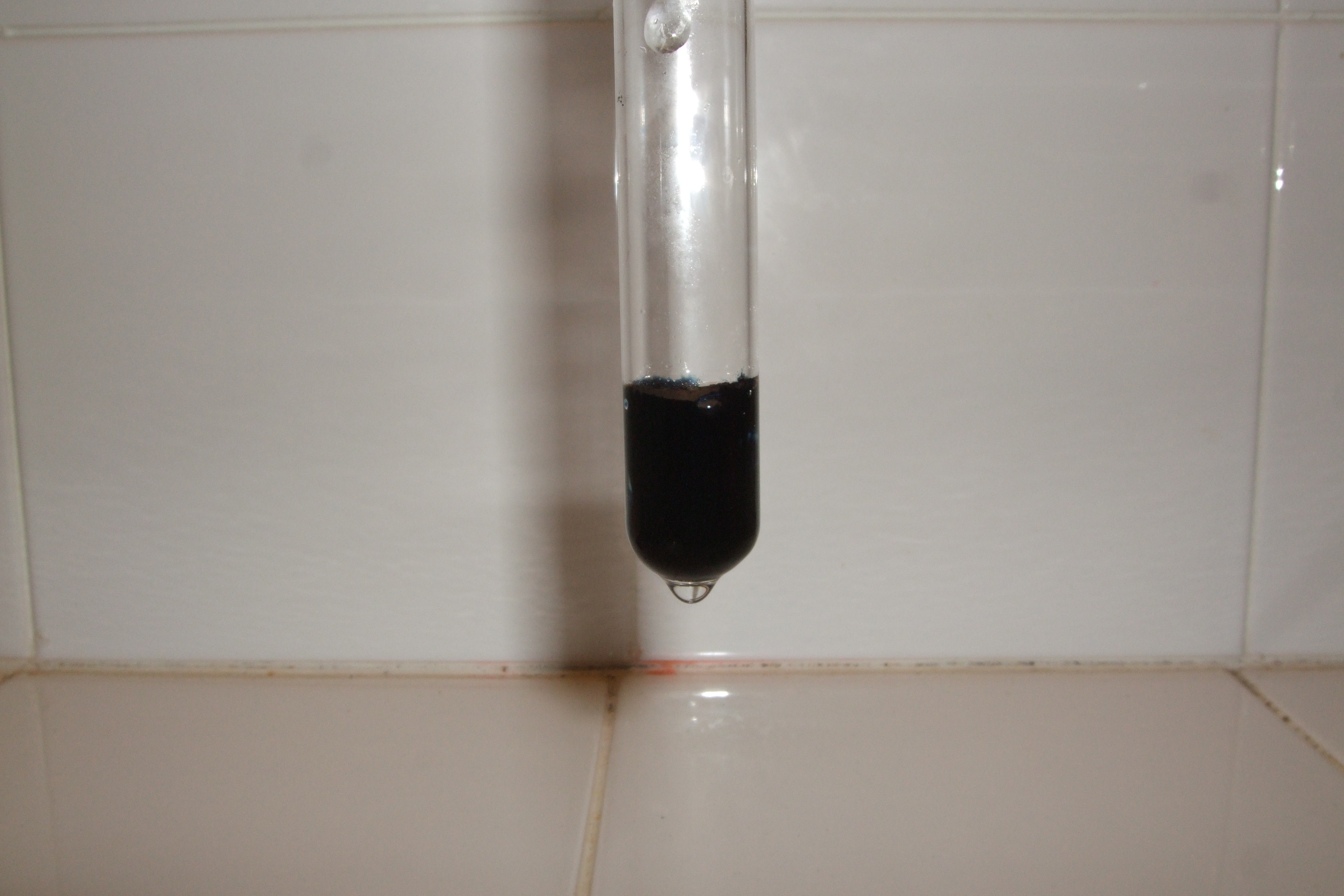
In flüssigem Ammoniak gelöstes Natrium

Die Synthese erfolgt in der Regel durch Auflösen des entsprechenden Alkalimetalls in flüssigem Ammoniak oder einem Alkylamin in der Gegenwart eines geeigneten Kryptanden oder Kronenethers.
Ein klassisches Experiment zur Erzeugung von Elektriden ist etwa das Auflösen von Natrium-Metall in flüssigem Ammoniak. Dabei entsteht eine paramagnetische und elektrisch leitfähige dunkelblaue Lösung, in der die Elektronen vom Lösungsmittel solvatisiert sind.
Ein Schlüsselaspekt bei der Darstellung von Elektriden im Festkörper ist – wie bei den Alkaliden – die Verwendung nicht reduzierbarer Kronenether oder Kryptanden zur Komplexierung der Alkalimetallkationen. An der Verbindung Cs+(18C6)2 · e− konnte nachgewiesen werden, dass die elektrische Leitfähigkeit im Festkörper der Elektride gering ist, was die Lokalisierung der Elektronen bestätigt.
Elektride sind sehr reaktiv, starke Reduktionsmittel und zersetzen sich in der Regel bei Temperaturen über −40 °C. Im Jahre 2003 berichten jedoch Hosono et al. von der ersten chemisch und thermisch stabilen Elektrid-Verbindung [Ca24Al28O64]4+(4e−), einem nanoporösen Oxid mit der Struktur von Mayenit.

## Weitere Beispiele
Viele verschiedene Elektride mit unterschiedlichen Alkalimetallkationen und unterschiedlichen Komplexbildnern wurden synthetisiert. Beispielsweise gelang die Darstellung von
- Lithiumelektrid [Li+(Cryptand [2.1.1])e−][5]
- Kaliumelektrid [K+(Cryptand[2.2.2])e−][6]
- Rubidiumelektrid [Rb+(Cryptand[2.2.2])e−][7]
- einem bei Raumtemperatur stabilen Natriumelektrid.[8]